# 개과천선 (드라마)
《개과천선》은 2014년 4월 30일부터 2014년 6월 26일까지 MBC에서 방송된 수목 드라마이다. 승승장구하던 국내최고 로펌의 에이스 변호사 김석주가 사고로 인해 기억상실증에 걸리고 난 후 객관적인 시선으로 자신의 삶을 돌아보게 되는 이야기.

## 등장 인물

### 주요 인물
- 김명민 : 김석주 역 - 국내 최고 로펌의 자타공인 에이스 변호사
- 박민영 : 이지윤 역 - 정의감 있는 로펌 인턴
- 김상중 : 차영우 역 - 자타공인 대한민국 최고의 로펌 차영우펌 대표
- 채정안 : 유정선 역 - 석주의 약혼녀. 영향력 있는 재벌 회장의 외손녀
- 진이한 : 전지원 역 - 판사 출신의 겸손한 수재. 차영우펌의 차세대 에이스

### 석주의 주변 인물
- 최일화 : 김신일 역 - 석주의 부친. 판사 출신 변호사 및 전직의원
- 오정세 : 박상태 역 - 석주 친구. 차영우펌 변호사

### 지윤의 주변 인물
- 안선영 : 이애숙 역 - 지윤의 고모
- 이민혁 : 이지혁 역 - 지윤의 남동생. 가수 지망생
- 주연 : 이미리 역 - 지윤의 친구

### 로펌 식구들
- 이한위 : 강팀장 역
- 김호창 : 비서 역
- 김서경 : 어쏘 역
- 강지우
- 이문정
- 정우식
- 전솔림

### 그 외 인물
- 정한용 : 권재윤 역
- 정규수 : 박호준 역
- 고인범 : 박기철 역
- 김윤서 : 정혜령 역
- 김종수 : 로펌 부대표 이명한 역
- 정대홍

### 특별 출연
- 정호빈 : 1회
- 우상전 : 1회
- 김예령 : 1회, 2회
- 이정헌 : 1회, 2회 박동현 역
- 임승대 : 1회
- 송원근 : 1회, 이동민 역
- 김서형 : 2회, 5회, 14회, 이선희 검사 역
- 유재명 : 2회, 산호 변호사 역
- 박영지 : 3회, 4회
- 김영훈 : 4회, 11회 최광욱 검사 역
- 이병준 : 12회, 진진호 역
- 이석구 : 검찰총장 역
- 김원배 : 서울고검장 한상욱 역
- 최효상 : 서울지검장 박진원 역
- 박정우 : 김학태 역
- 김정욱 : 변호사 역
- 이다해 : 변호사 역
- 맹봉학
- 박팔영
- 손선근
- 최정화 : 로펌직원 역
- 기은세 : 서영아 역
- 김윤태 : 김형사 역
- 차성훈 : 영우비서 역
- 이창 : 변호사 역
- 홍승범 : 보험회사 직원 역
- 송경의 : 은행임원 역
- 정수인 : 지윤 친구 역
- 전범수
- 이병욱
- 정동규
- 나광훈
- 김인우
- 정나온
- 길별은
- 양형호
- 전해룡

## 수상 경력
- 2014년 MBC 연기대상 미니시리즈 부문 우수 연기상: 김상중

## 시청률
아래의 파란색 숫자는 '최저 시청률'이고, 빨간색 숫자는 '최고 시청률'입니다. 시청률조사회사와 지역별로 시청률에 차이가 있을 수 있습니다.
| 2014년      | 2014년      | 2014년         | 2014년       | 2014년         | 2014년       |
| 회차        | 방송일      | TNmS 시청률    | TNmS 시청률  | AGB 시청률     | AGB 시청률   |
| 회차        | 방송일      | 대한민국(전국) | 서울(수도권) | 대한민국(전국) | 서울(수도권) |
| ----------- | ----------- | -------------- | ------------ | -------------- | ------------ |
| 제1회       | 4월 30일    | 6.3%           | 8.3%         | 6.9%           | 7.3%         |
| 제2회       | 5월 1일     | 6.3%           | 9.1%         | 7.1%           | 7.6%         |
| 제3회       | 5월 7일     | 7.6%           | 9.8%         | 9.3%           | 10.3%        |
| 제4회       | 5월 8일     | 7.5%           | 9.8%         | 8.9%           | 10.4%        |
| 제5회       | 5월 14일    | 8.5%           | 11.0%        | 8.2%           | 9.7%         |
| 제6회       | 5월 15일    | 7.0%           | 8.9%         | 8.1%           | 8.6%         |
| 제7회       | 5월 21일    | 8.4%           | 11.0%        | 9.4%           | 10.6%        |
| 제8회       | 5월 22일    | 8.2%           | 10.7%        | 10.2%          | 11.4%        |
| 제9회       | 5월 29일    | 7.8%           | 10.4%        | 8.0%           | 8.6%         |
| 제10회      | 6월 5일     | 7.6%           | 9.1%         | 7.9%           | 8.9%         |
| 제11회      | 6월 11일    | 9.3%           | 11.9%        | 9.7%           | 10.9%        |
| 제12회      | 6월 12일    | 8.6%           | 11.0%        | 8.7%           | 9.4%         |
| 제13회      | 6월 18일    | 8.0%           | 10.6%        | 8.1%           | 8.6%         |
| 제14회      | 6월 19일    | 7.0%           | 9.3%         | 7.9%           | 7.6%         |
| 제15회      | 6월 25일    | 8.0%           | 10.8%        | 9.0%           | 10.3%        |
| 제16회      | 6월 26일    | 7.8%           | 9.5%         | 8.1%           | 8.8%         |
| 평균 시청률 | 평균 시청률 | 7.7%           | 10.1%        | 8.5%           | 9.3%         |

## 결방 사유
- 2014년 5월 28일 2014 브라질 월드컵 최종 예선 평가전! 대한민국 vs 튀니지 중계방송으로 인해 결방
- 2014년 6월 4일 2014지방선거 개표방송 관계로 결방
- 2014년 6월 13일 : 개과천선 방영 분량이 18부작에서 2회 축소되어 16부작으로 변경 및 확정되었다.

## 같은 시간대 드라마
SBS 수목드라마
- 《쓰리 데이즈》
- 《너희들은 포위됐다》

KBS 수목드라마
- 《골든 크로스》
- 《조선 총잡이》